# خوان کینترو مونیوس
خوان کینترو مونیوس (اسپانیایی: Juan Quintero Muñoz‎؛ ۱۹۰۳–۱۹۸۰) موسیقی‌دان، آهنگساز، و نوازنده پیانو اهل اسپانیا بود. یکی از ترانه‌های او به نام «به من نگاه کن» (از نمایش کمدی یولا) مشهور شد و بنابر داده‌های انجمن عمومی ناشران و پدیدآوران، در سال ۱۹۴۲ به رتبهٔ اول جدول موفقیت‌های موسیقی در اسپانیا رسید. او در سال ۱۹۴۶ برندهٔ جایزهٔ حلقه نویسندگان سینمایی شد.
از فیلم‌ها یا مجموعه‌های تلویزیونی که وی در آن‌ها نقش داشته‌است، می‌توان به خانه پوشالی، عملیات سفید و یک کوبایی در اسپانیا اشاره نمود.